# Parque Metropolitano Cerro Chena
El Parque Metropolitano Cerro Chena es un proyecto que contempla la construcción de un parque urbano con 93 hectáreas ubicado en la comuna de San Bernardo y Calera de Tango en Santiago, Chile.

## Historia

### Orígenes
En 2002, la entonces Ministra de Defensa Michelle Bachelet, el Ministro de Vivienda y Urbanismo Jaime Ravinet y el comandante en Jefe del Ejército, general Juan Emilio Cheyre, abordaron temas relativos a la reasignación, administración y disposición de terrenos de propiedad del Fisco destinados al Ejército. Para el caso de Chena, se estableció el término parcial de destinación para la creación del, en ese entonces, Parque Metropolitano Sur en treinta y ocho hectáreas de terreno como festejo del Bicentenario de la República en 2010, las cuales serían administradas por el Parque Metropolitano de Santiago.
Las obras no se llevaron a cabo en dicha oportunidad, pero en 2014 la Municipalidad de San Bernardo inscribió al cerro Chena en un concurso organizado por la Intendencia Metropolitana de Santiago, en cuyo ganador se levantaría un nuevo parque urbano. El cerro Chena participó junto a otros tres terrenos elevados de la conurbación (Las Cabras, Renca y el cerro Blanco), resultando ganador. 

### Inicio de construcción
El inicio de las obras estaba planificado para fines de 2015. Sin embargo, en enero de 2021 se realizó la ceremonia de colocación de la primera piedra para la construcción, con el anuncio de una inyección de $16 mil millones y 58 hectáreas con áreas verdes.

### Reactivación
El 31 de marzo de 2023 las bases de licitación del proyecto Cerro Chena ingresaron a revisión por la Contraloría General de la República. En diciembre de ese mismo año, el Consejo Regional Metropolitano de Santiago aprobó el aumento de presupuesto para la reactivación del proyecto.